# Gustav Karlsson (Gumsehuvud)
Gustav Karlsson (Gumsehuvud), född något av åren mellan 1407 och 1417, död 26 juli 1486, var ett svenskt riksråd, lagman, hövitsman och häradshövding.

## Biografi
Gustav Karlsson blev riddare vid kung Kristofers kröning 1441 och var  lagman i Upplands lagsaga 1452–1486. Han blev riksråd senast 1452 och hövitsman på Kalmar slott åtminstone 1452–1457 och på Stäkeholm senast 1463 samt i slottsloven på Almarestäket 1464. Han var häradshövding i Trögds härad senast 1452 och hade Rasbo härad i förläning till 1468.
Han var bror till Karl Knutsson (Bonde)s hustru.

### Familj
Gustav Karlsson gifte sig första gången med Märta Karlsdotter.
Han gifte sig andra gången före 2 december 1446 med Birgitta Stensdotter (Bielke) (död omkring 1462), dotter till Sten Turesson (Bielke) och Margareta Karlsdotter (Sparre av Tofta). De fick tillsammans barnen Märta Gustavsdotter och ett barn (född 1448).
Gustav Karlsson gifte sig tredje gången 26 september 1474 med Ingeborg Filipsdotter (Tott), dotter till dansske riksrådet, riddaren Filip Axelsson (Tott) och Ermegard Eggertsdotter (Frille). Efter Gustav Karlssons död gifte Ingeborg Filipsdotter om sig med riksrådet Erik Trolle.